# 1-es busz (Balmazújváros)
A balmazújvárosi 1-es jelzésű autóbusz egy helyi körjárat, ami a Köztemetőtől a Vasútállomásig és Egészségházig, majd vissza a temetőig közlekedik. A viszonylatot a Volánbusz üzemelteti.

## Megállóhelyei
| 1 (Köztemető ► Vasútállomás ► Egészségház ► Köztemető) | 1 (Köztemető ► Vasútállomás ► Egészségház ► Köztemető) | 1 (Köztemető ► Vasútállomás ► Egészségház ► Köztemető) | 1 (Köztemető ► Vasútállomás ► Egészségház ► Köztemető) | 1 (Köztemető ► Vasútállomás ► Egészségház ► Köztemető) | 1 (Köztemető ► Vasútállomás ► Egészségház ► Köztemető) | 1 (Köztemető ► Vasútállomás ► Egészségház ► Köztemető) | 1 (Köztemető ► Vasútállomás ► Egészségház ► Köztemető) | 1 (Köztemető ► Vasútállomás ► Egészségház ► Köztemető)         |
| Sorszám (↓)                                            | Megállóhely                                            | Perc (↓) (1, 2, 3)                                     | Perc (↓) (1, 2, 3)                                     | Perc (↓) (1, 2, 3)                                     | Kilométer (1, 2, 3)                                    | Kilométer (1, 2, 3)                                    | Kilométer (1, 2, 3)                                    | Átszállási kapcsolatok                                         |
| ------------------------------------------------------ | ------------------------------------------------------ | ------------------------------------------------------ | ------------------------------------------------------ | ------------------------------------------------------ | ------------------------------------------------------ | ------------------------------------------------------ | ------------------------------------------------------ | -------------------------------------------------------------- |
| 0                                                      | Köztemető végállomás                                   | 0                                                      | –                                                      | –                                                      | 0.0 km                                                 | –                                                      | –                                                      | 2 4451, 4452, 4453                                             |
| 1                                                      | Csegei út                                              | 2                                                      | –                                                      | –                                                      | 0.8 km                                                 | –                                                      | –                                                      | 2, 3 1447, 1450 4451, 4452, 4453, 4478                         |
| 2                                                      | Veres Péter utca                                       | 5                                                      | –                                                      | –                                                      | 1.6 km                                                 | –                                                      | –                                                      | 2 1450 4452, 4453                                              |
| 3                                                      | Vasútállomás                                           | –                                                      | 0                                                      | 0                                                      | –                                                      | 0.0 km                                                 | 0.0 km                                                 | 2, 3 4451, 4452, 4453, 4477, 4478 Balmazújváros vá. (108. sz.) |
| 4                                                      | Róna áruház                                            | –                                                      | 2                                                      | 2                                                      | –                                                      | 0.5 km                                                 | 0.5 km                                                 | 2, 3 1447, 1450 4451, 4452, 4478                               |
| 5                                                      | Egészségház                                            | 6                                                      | 3                                                      | 3                                                      | 2.1 km                                                 | 0.8 km                                                 | 0.8 km                                                 | 2, 3                                                           |
| 6                                                      | Bocskai utca                                           | 8                                                      | 5                                                      | 5                                                      | 3.1 km                                                 | 1.8 km                                                 | 1.8 km                                                 | 3                                                              |
| 7                                                      | Nádudvari utca                                         | 9                                                      | 6                                                      | 6                                                      | 3.5 km                                                 | 2.2 km                                                 | 2.2 km                                                 | 3 4451, 4452, 4453, 4476, 4477                                 |
| 8                                                      | Bercsényi utca                                         | 11                                                     | 8                                                      | 8                                                      | 4.2 km                                                 | 2.9 km                                                 | 2.9 km                                                 | 3                                                              |
| 9                                                      | Nádudvari utca (Tüzép)                                 | 13                                                     | 10                                                     | 10                                                     | 4.9 km                                                 | 3.6 km                                                 | 3.6 km                                                 | 3 4451, 4452, 4476, 4477                                       |
| 10                                                     | Szoboszlói utca                                        | 15                                                     | 12                                                     | 12                                                     | 5.8 km                                                 | 4.5 km                                                 | 4.5 km                                                 | 3                                                              |
| 11                                                     | Református templom                                     | 16                                                     | 13                                                     | 13                                                     | 6.1 km                                                 | 4.8 km                                                 | 4.8 km                                                 | 3                                                              |
| 12                                                     | Kossuth utca                                           | 17                                                     | 14                                                     | 14                                                     | 6.5 km                                                 | 5.2 km                                                 | 5.2 km                                                 | 3                                                              |
| 13                                                     | Keleti utca                                            | 19                                                     | 16                                                     | 16                                                     | 7.3 km                                                 | 6.0 km                                                 | 6.0 km                                                 | 3                                                              |
| 14                                                     | Debreceni utca                                         | 21                                                     | 18                                                     | 18                                                     | 7.8 km                                                 | 6.5 km                                                 | 6.5 km                                                 | 3 4452                                                         |
| 15                                                     | Iskola köz                                             | 22                                                     | 19                                                     | 19                                                     | 8.2 km                                                 | 6.9 km                                                 | 6.9 km                                                 | 3                                                              |
| 16                                                     | Árpád utca                                             | 23                                                     | 20                                                     | 20                                                     | 8.6 km                                                 | 7.3 km                                                 | 7.3 km                                                 | 3                                                              |
| 17                                                     | Kossuth tér                                            | 24                                                     | 21                                                     | 21                                                     | 9.4 km                                                 | 8.1 km                                                 | 8.1 km                                                 | 3 1447, 1450 4452                                              |
| 18                                                     | Vasútállomás vonalközi végállomás                      | 26                                                     | –                                                      | –                                                      | 9.9 km                                                 | –                                                      | –                                                      | 2, 3 4451, 4452, 4453, 4477, 4478                              |
| 19                                                     | Egészségház vonalközi végállomás                       | –                                                      | 21                                                     | 21                                                     | –                                                      | 8.1 km                                                 | 8.1 km                                                 | 2, 3                                                           |
| 20                                                     | Csegei út                                              | –                                                      | –                                                      | 25                                                     | –                                                      | –                                                      | 9.6 km                                                 | 2, 3 1447, 1450 4451, 4452, 4453, 4478                         |
| 21                                                     | Köztemető végállomás                                   | –                                                      | –                                                      | 27                                                     | –                                                      | –                                                      | 10.4 km                                                | 2 4451, 4452, 4453                                             |